# Площа Захисників України (Кривий Ріг)
Пло́ща Захисників України — міський майдан в Центрально-Міському районі Кривого Рогу. Розташована в історичному центрі міста, на правому березі річки Саксагань. Утворена круговим перехрестям Поштового проспекту з проспектом Центральним та вулицями Петра Калнишевського та Гірничих інженерів.

## Історичні відомості
На місці сучасної площі Визволення розташовувалось гирло балки Сушкова. 1920 року було розпочато роботи щодо облаштуванню площі, яка тоді малу назву імені Паризької комуни. У 1925 році перейменовано на площу Українську.
1936 року облаштовано територію площі та сквер. 
1938 року засипано пригирлову частину балки та було висаджено 450 дерев.
1945 року перейменована на площу Сталіна.
1972 року у сквері на площі було встановлено пам'ятник на честь танкістів, які брали участь у вигнанні нацистів з Кривого Рогу (з 23 жовтня 1943 по 22 лютого 1944 роки).
2024 року перейменована на площу Захисників України.

## Транспорт
Площа є важливою транспортною розв'язкою. На ній розташовані кінцеві зупинки маршрутних таксі.
- тролейбуси № 1, 5, 7, 20, 23, 24
- автобуси № 1, 1А, 14, 228, 228А, 302
- маршрутне таксі № 75, 201, 203, 205, 217, 240, 295, 312, 397
- приміські автобуси № 405, 407, 409, 413, 414

## Галерея

Площа Миру (нині — Захисників України) на початку 1970-х років
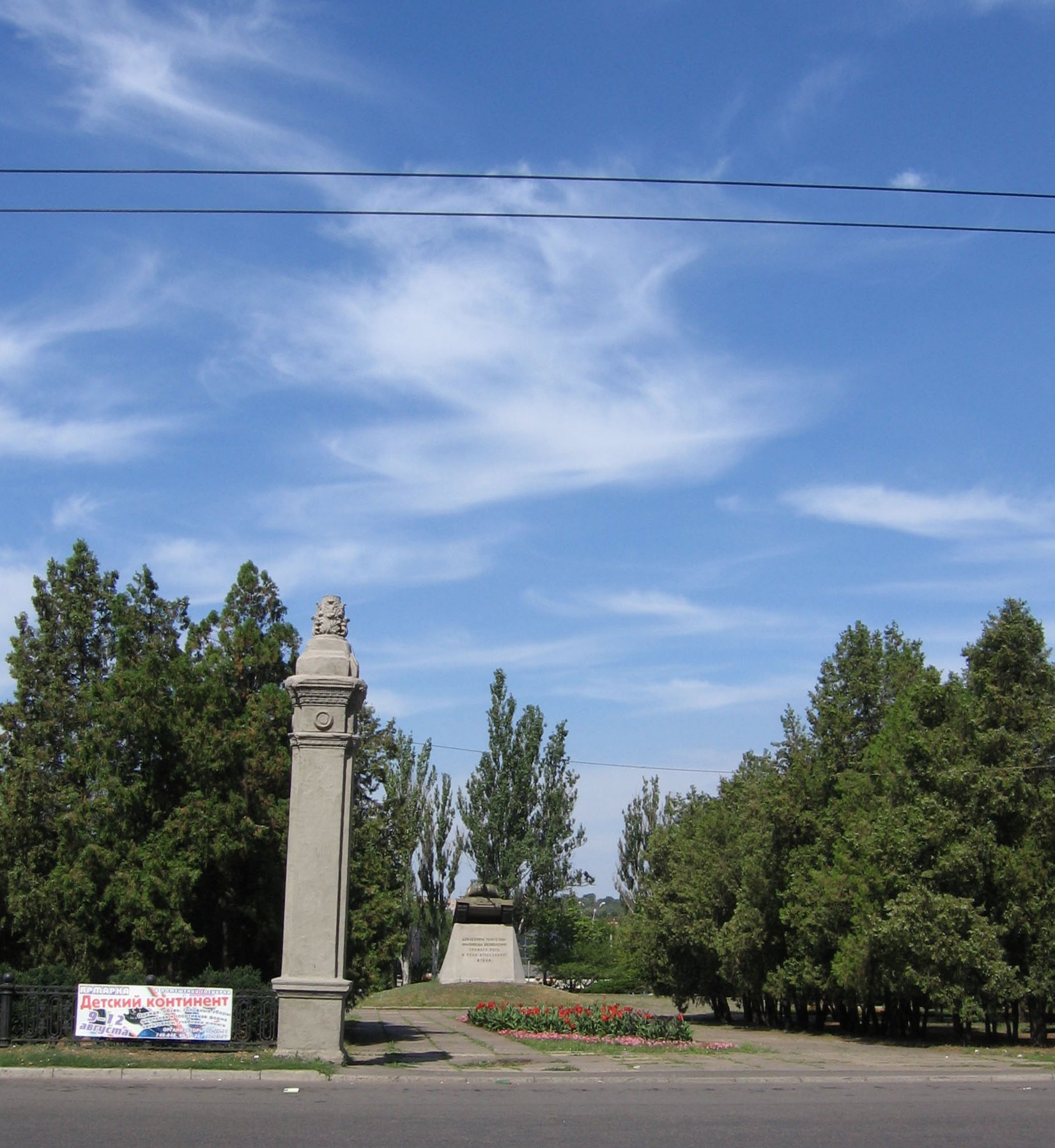
Пам'ятник на честь танкістів-визволителів міста
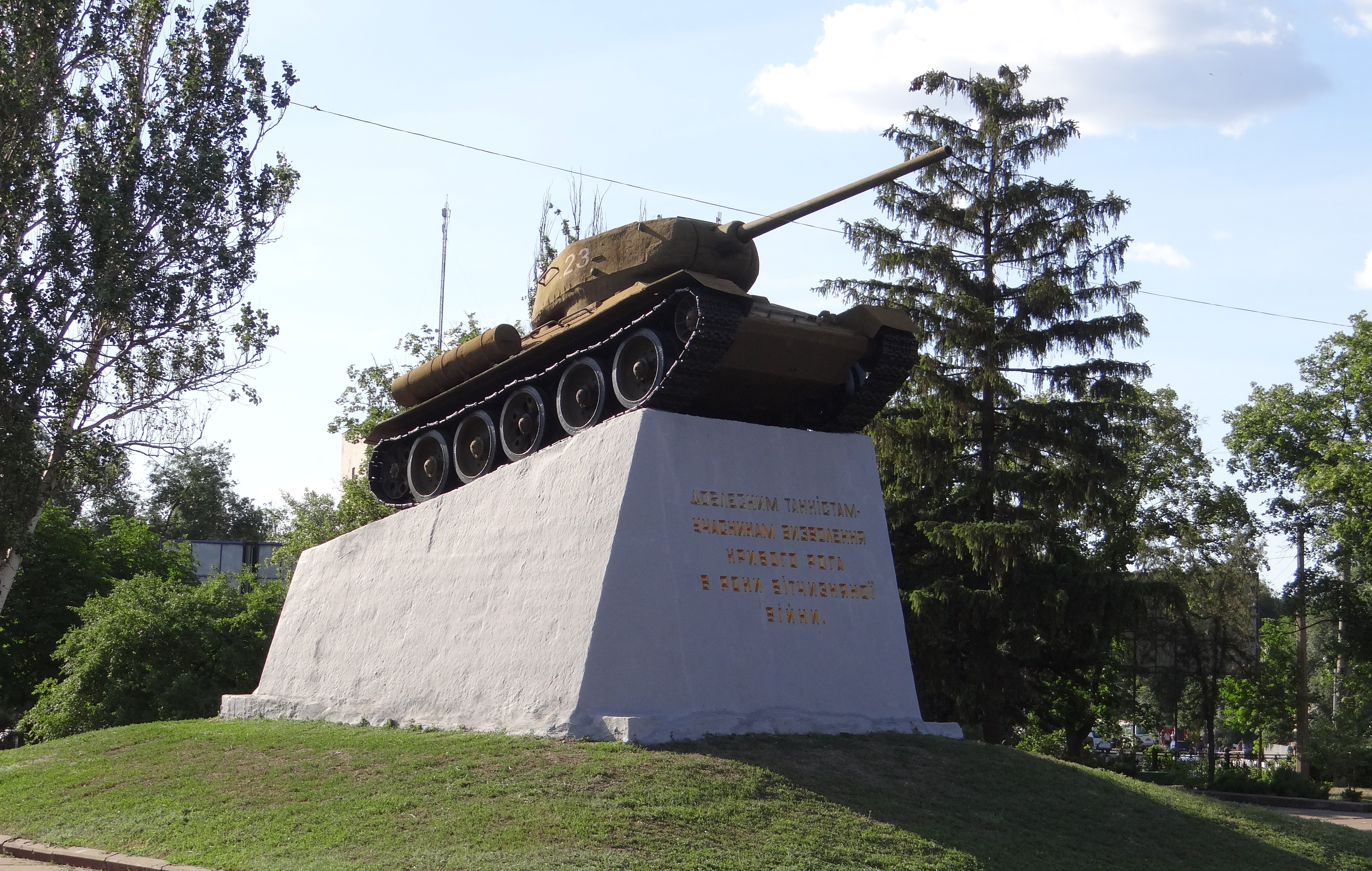
Танк на площі Захисників України